# Sudamericano Juvenil de Rugby 1988
El Sudamericano Juvenil de Rugby de 1988 se celebró en Asunción del Paraguay.
La novena edición del torneo fue organizada por la Unión de Rugby del Paraguay y se estructuró como un pentagonal en el que las selecciones integradas por menores de 18 (M18) jugaron todos contra todos a una sola ronda.

## Equipos participantes
- Selección juvenil de rugby de Argentina
- Selección juvenil de rugby de Brasil
- Selección juvenil de rugby de Chile
- Selección juvenil de rugby de Paraguay
- Selección juvenil de rugby de Uruguay

## Posiciones
| Pos. | Equipo    | Encuentros | Encuentros | Encuentros | Encuentros | Tantos  | Tantos    | Tantos     | Puntos |
| Pos. | Equipo    | jugados    | ganados    | empatados  | perdidos   | a favor | en contra | diferencia | Puntos |
| ---- | --------- | ---------- | ---------- | ---------- | ---------- | ------- | --------- | ---------- | ------ |
| 1    | Argentina | 4          | 4          | 0          | 0          | 292     | 21        | + 271      | 8      |
| 2    | Uruguay   | 4          | 3          | 0          | 1          | 89      | 80        | + 9        | 6      |
| 3    | Paraguay  | 4          | 2          | 0          | 2          | 71      | 115       | - 44       | 4      |
| 4    | Chile     | 4          | 1          | 0          | 3          | 80      | 94        | - 14       | 2      |
| 5    | Brasil    | 4          | 0          | 0          | 4          | 17      | 239       | - 222      | 0      |

Nota: Se otorgan 2 puntos al equipo que gane un partido, 1 al que empate, 0 al que pierda

## Resultados[1]

### Primera Fecha
| 8 de octubre | Chile | 3 - 42 | Argentina |  |  |

| 8 de octubre | Paraguay | 31 - 4 | Brasil |  |  |

### Segunda Fecha
| 10 de octubre | Argentina | 110 - 3 | Brasil |  |  |

| 10 de octubre | Chile | 16 - 17 | Uruguay |  |  |

### Tercera Fecha
| 12 de octubre | Argentina | 58 - 6 | Uruguay |  |  |

| 12 de octubre | Paraguay | 25 - 11 | Chile |  |  |

### Cuarta Fecha
| 14 de octubre | Brasil | 10 - 50 | Chile |  |  |

| 14 de octubre | Paraguay | 6 - 18 | Uruguay |  |  |

### Quinta Fecha
| 15 de octubre | Brasil | 0 - 48 | Uruguay |  |  |

| 15 de octubre | Paraguay | 9 - 82 | Argentina |  |  |

| Bandera de Argentina |
| Campeón Argentina    |
| Octavo título        |